# (55970) 1998 NO1
(55970) 1998 NO1 es un asteroide perteneciente al cinturón de asteroides, descubierto el 2 de julio de 1998 por el equipo del Lowell Observatory Near-Earth-Object Search desde la Estación Anderson Mesa (condado de Coconino, cerca de Flagstaff, Arizona, Estados Unidos).

## Designación y nombre
Designado provisionalmente como 1998 NO1. 

## Características orbitales
1998 NO1 está situado a una distancia media del Sol de 2,318 ua, pudiendo alejarse hasta 2,909 ua y acercarse hasta 1,727 ua. Su excentricidad es 0,255 y la inclinación orbital 3,889 grados. Emplea 1289,20 días en completar una órbita alrededor del Sol.

## Características físicas
La magnitud absoluta de 1998 NO1 es 15,98.